# EN329
A EN329 é uma estrada nacional que integra a rede nacional de estradas de Portugal. Começa em Vila Nova de Paiva (N323), passa por Sátão (N229) e termina em Penalva do Castelo (N329-1).

## Estado dos Troços
| Troço                                    | Estado (2019)           | km |
| ---------------------------------------- | ----------------------- | -- |
| Vila Nova de Paiva (N323) – Sátão (N229) | Em serviço (03/02/2003) | 11 |
| Sátão – Penalva do Castelo (N329-1)      | Em serviço              | 10 |

## História
A N329 foi criada pelo Plano Rodoviário Nacional de 1945. De acordo com este documento, a N329 deveria ligar Mondim da Beira (N226) às proximidades da estação ferroviária de Gouveia (N330), passando por Vila Nova de Paiva, Sátão e Chãs de Tavares. O Plano Rodoviário Nacional de 1985 encurtou significativamente o comprimento da N329, advogando que esta estrada deveria apenas ligar Vila Nova de Paiva (N323) a Sátão (N229). O Plano Rodoviário Nacional de 2000 aumentou a extensão da N329, defendendo que esta estrada deveria começar em Vila Nova de Paiva, passar em Sátão e terminar em Penalva do Castelo (N329-1). De acordo com o Plano Rodoviário Nacional de 2000, o curto troço de estrada entre a R225 e a N329, nas proximidades de Vila Nova de Paiva, deveria ser classificado como estrada regional R329.
Em junho de 2000, foi adjudicada a construção do novo troço da N329 entre Vila Nova de Paiva e Sátão. Este troço, com 11 km de comprimento, incluía três nós desnivelados e quatro pontes ou viadutos com mais de 100 metros de extensão. A construção do troço Vila Nova de Paiva–Sátão da N329 representou um investimento de 20 milhões de euros, dos quais 8,6 milhões foram comparticipados pelo FEDER. As obras da variante Vila Nova de Paiva–Sátão ficaram quase concluídas em outubro de 2002, quando já só faltava colocar o pavimento e pintar a sinalização horizontal; no entanto, o mau tempo que se fez sentir nos meses seguintes adiou a conclusão dos trabalhos. O troço Vila Nova de Paiva–Sátão da N329 foi inaugurado em 3 de fevereiro de 2003, numa cerimónia que contou com a presença do Secretário de Estado das Obras Públicas Vieira de Castro.

## Caracterização
A N329 consiste de dois troços claramente distintos em termos de características técnicas. O primeiro troço, os 11 km entre Vila Nova de Paiva e Sátão, foi aberto em 2003 e consiste numa estrada que permite velocidades máximas de 90 km/h. Entre Vila Nova de Paiva e Queiriga a N329 tem 1+1 vias de circulação, enquanto que entre Queiriga e Sátão a estrada tem quase sempre 2+1 vias. Para além dos nós de Vila Nova de Paiva (com a N323 e R329) e de Sátão (com a N229), este troço de 11 km inclui um nó intermédio, em Queiriga. De entre as obras de arte deste lanço da N329, destaca-se a ponte sobre o rio Vouga, com 230 metros de comprimento.
Por outro lado, o troço entre Sátão e Penalva do Castelo é uma estrada sinuosa que atravessa algumas localidades. Em Penalva do Castelo a N329 liga-se à N329-1, estrada que liga Penalva do Castelo à autoestrada A25, em Mangualde.

## Percurso

### Vila Nova de Paiva (N323) – Sátão (N229)
| Saídas | Direção                       | Estrada que liga |
| ------ | ----------------------------- | ---------------- |
|        | Vila Nova de Paiva Queiriga   | N323 R329        |
|        | Queiriga / Nogueira Lousadela | M329 M574        |
|        | Sátão Viseu Aguiar da Beira   | N229             |

### Sátão – Penalva do Castelo (N329-1)
| Nome da Saída/Localidade Intermédia | Estrada que liga |
| ----------------------------------- | ---------------- |
| Sátão                               |                  |
| Penalva do Castelo                  | N329-1           |